# Tossal de la Pinassa
El tossal de la Pinassa o de la Pinyassa és una muntanya de 1.474,2 metres que es troba als municipis d'Odèn, a la comarca catalana del Solsonès, i al municipi d'Oliana, a la comarca de l'Alt Urgell.